# Institutet för analytisk sociologi
Institutet för analytisk sociologi (förkortat IAS) vid Linköpings universitet bedriver tvärvetenskaplig forskning i samhällsfrågor. Vid institutet verkar forskare från sociologi, statistik, nätverksanalys, statsvetenskap, filosofi och textanalys.  Institutet bildades 2014 och är en del av Linköpings universitets institution för ekonomisk och industriell utveckling. Institutet ligger på Campus Norrköping, i byggnaden Kopparhammaren vid Motala ström

## Verksamhet
Institutet arbetar med forskningsfrågor som segregation och jämlikhet, urbanisering, arbetsmarknadsfrågor, mobilitet och migration. Institutet driver en forskarutbildning med flera doktorander och erbjuder kurser i modellering. 

## Ledning
Föreståndare för institutet är 2020 Peter Hedström och styrelsen för institutet tillsätts av rektor för Linköpings universitet. Dessutom har institutet en rådgivande kommitté med representanter från näringsliv, kommun och kultursektorn.